# Víctor Montero (luchador)
Víctor Manuel Montero Castañeda, es un luchador venezolano de lucha grecorromana. Ganó una medalla de plata en el Campeonato Panamericano de 2015.